# In-vitromaturatie

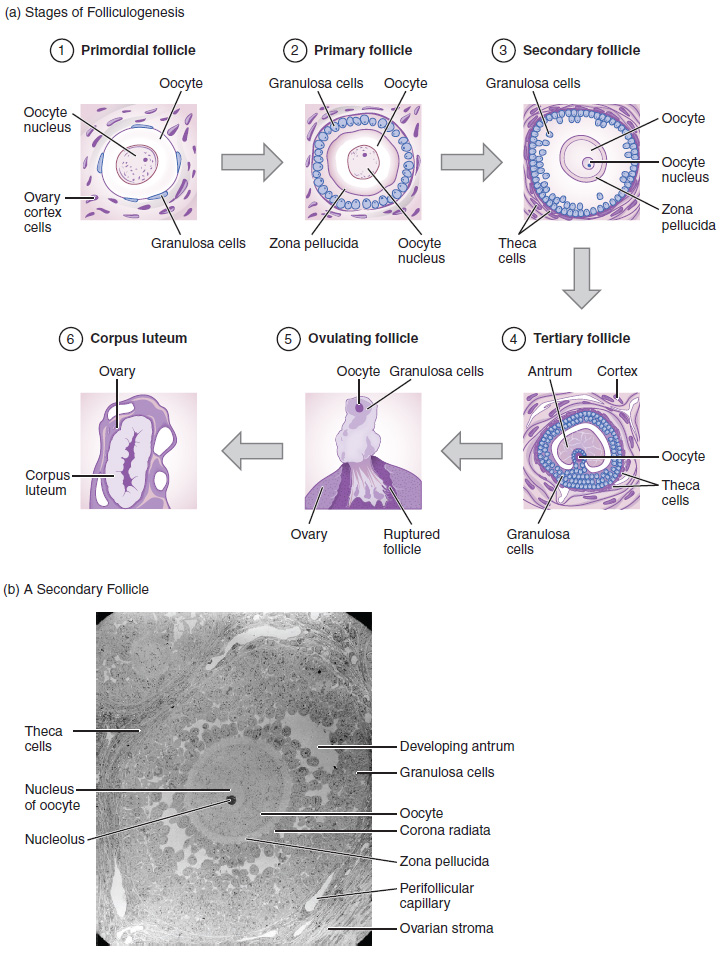
In-vitromaturatie

In-vitromaturatie (IVM) is een voortplantingstechniek die wordt gebruikt voor het rijpen van eicellen buiten het lichaam, waarna fertilisatie in het laboratorium kan plaatsvinden.
Via een punctie worden onrijpe eicellen uit de eierstokken gehaald. Deze onrijpe eicellen worden in het laboratorium tot rijping gebracht en daarna kunnen ze in een IVF-laboratorium bevrucht worden. In-vitromaturatie heeft als grote voordeel dat vrouwen geen hormonale stimulatie van de eierstokken hoeven te ondergaan, zoals bij in-vitrofertilisatie (IVF). De behandeling is minder belastend voor de vrouw dan een reguliere IVF-behandeling en er geen kans is op overstimulatie van de eierstokken. Het nadeel is dat de techniek minder efficiënt is, omdat het technisch lastiger is om eicellen te verkrijgen. Wereldwijd zijn zijn tot nu toe ongeveer 5000 kinderen geboren via IVM. De onderzoeken naar de effecten op de kinderen laten geruststellende resultaten zien.

## Medische toepassing
De techniek kan worden toegepast bij jonge vrouwen voordat ze aan chemotherapie beginnen. Hierdoor kan later nog aan hun kinderwens worden voldaan.
Ook bij vrouwen met het polycysteus-ovariumsyndroom wordt deze techniek toegepast.